# Буалем Хухі
Буале Хухі (араб. بوعلام خوخي; народився 9 липня 1990, Бу-Ісмаїл, Алжир) — катарський футболіст алжирського походження, який виступає за клуб «Аль-Садд» і збірну Катару, у складі якої — володар Кубка Азії 2019 року.

## Кар'єра

### Клубна
Вихованець алжирського клубу «Шерага», за молодіжні команди якого він виступав з 2006 року. За дорослу команду цього клубу він почав сезон 2009/10 років, але свій перший професійний контракт в листопаді 2009 року він підписав з катарським клубом «Аль-Арабі», після чого поїхав виступати в катарську Лігу зірок і на батьківщину більше не повернувся. 5 вересня 2010 року Хухі дебютував за основний склад Аль-Арабі у фіналі передсезонного кубка Катару проти клубу «Лехвія». Матч завершився перемогою «Аль-Арабі» 1:0.
2017 року перейшов до лав «Аль-Садда».

### У збірній
У листопаді 2010 року Хухі був покликаний під прапори олімпійської збірної Алжиру для участі у товариських матчах проти збірної Тунісу. Незважаючи на це, у листопаді 2013 року його співвітчизник Джамель Бельмаді, призначений головним тренером другої збірної Катару, запросив Хухі у свою команду. Бельмаді стверджував, що до того часу, коли Хухі отримав цю пропозицію він вже був громадянином Катару.
Хухі дебютував у збірній Катару 25 грудня 2013 року в матчі чемпіонату Західної Азії проти збірної Палестини, який був виграний Катаром з рахунком 1:0. В наступній зустрічі 31 грудня 2013 року проти Саудівської Аравії, яка виступала на турнірі олімпійською командою, Хухі зробив дубль і віддав гольову передачу. Катар виграв 4:1. 4 січня 2014 року Хухі допоміг Катару ще раз, знову зробивши дубль в матчі зі збірною Кувейту, який відкрив збірній Катару дорогу до фіналу.
У фіналі чемпіонату проти Йорданії Хухі оформив ще один дубль, привівши свою збірну до здобуття головного трофею турніру. Сам Хухі став найкращим бомбардиром чемпіонату, забивши 6 голів у чотирьох проведених матчах.
Наступного року був учасником кубка Азії 2015, а ще за чотири роки поїхав у складі збірної на кубок Азії 2019 року до ОАЕ. На цій континентальній першості був гравцем основного складу збірної, взявши участь у всіх семи її матчах на турнірі, які вона виграла із сумарним рахунком 19:1 і уперше в своїй історії стала чемпіоном Азії. Хухі зробив особистий гольовий внесок в успіх катарців, забивши по одному м'ячу в ігрі групового етапу проти КНДР (6:0) і у півфінальному матчі проти господарів, збірної ОАЕ (4:0).

## Статистика виступів

### Матчі за збірну
| Дата       | Місто    | Господарі         | Результат | Гості | Турнір                        | Голи | Примітки |
| ---------- | -------- | ----------------- | --------- | ----- | ----------------------------- | ---- | -------- |
| 09-01-2019 | Аль-Айн  | Катар             | 2 – 0     | Ліван | Кубок Азії 2019 - 1-й етап    | -    |          |
| 13-01-2019 | Аль-Айн  | Північна Корея    | 0 – 6     | Катар | Кубок Азії 2019 - 1-й етап    | 1    |          |
| 17-01-2019 | Абу-Дабі | Саудівська Аравія | 0 – 2     | Катар | Кубок Азії 2019 - 1-й етап    | -    |          |
| 22-01-2019 | Абу-Дабі | Катар             | 1 – 0     | Ірак  | Кубок Азії 2019 - 1/8 фіналу  | -    |          |
| 25-01-2019 | Абу-Дабі | Південна Корея    | 0 – 1     | Катар | Кубок Азії 2019 - чвертьфінал | -    |          |
| 29-01-2019 | Абу-Дабі | Катар             | 4 – 0     | ОАЕ   | Кубок Азії 2019 - півфінал    | 1    |          |
| 01-02-2019 | Абу-Дабі | Японія            | 1 – 3     | Катар | Кубок Азії 2019 - Фінал       | -    | 61'      |
| Усього     |          | Матчів            | 7         |       | Голів                         | 2    |          |

## Досягнення

### Клубні
- Чемпіон Катару (5): 2018-19, 2020-21, 2021-22, 2023-24, 2024-25
- Володар Кубка Еміра Катару (4): 2017, 2020, 2021, 2024
- Володар Кубка наслідного принца Катару (4): 2017, 2020, 2021, 2025
- Володар Кубка шейха Яссіма (5): 2008, 2010, 2011, 2017, 2019
- Володар Кубка зірок Катару (1): 2019-20

### Збірні
Збірна Катару
- Переможець Чемпіонату Західної Азії (1): 2013
- Переможець Кубка націй Перської затоки (1): 2014
- Володар Кубка Азії (2): 2019, 2024

### Особисті
- Найкращий бомбардир чемпіонату Західної Азії: 2013 (6 голів)